# Porta di Balla
La Porta di Balla era un'antica porta cittadina nelle mura di Firenze risalente alla prima cerchia comunale e collocata su via dei Servi, all'altezza della piazzetta dei Visdomini.

## Storia e descrizione
La cinta muraria del 1172-1175 inglobava piazza del Duomo, passando più o meno lungo le attuali via dei Pucci-via Bufalini. Qui si aprivano alcune porte urbiche, tra cui aveva una certa importanza la porta di Balla, così chiamata per le "balle" di lana che quotidianamente la transitavano verso i vicini tiratoi in via del Castellaccio e oltre.
Da questa porta inoltre si diramava la direttrice per Fiesole, partendo dagli stretti borghi artigiani di via del Castellaccio/via dei Fibbiai (l'apertura rettilinea di via dei Servi risale solo al 1255-56) dove un tempo era scorso il Mugnone.
Della porta oggi non resta traccia visibile, in una zona fortemente interessata dall'edilizia cinquecentesca.
Una delle porte laterali nord del Duomo di Firenze si chiama ancora porta di Balla, e dà su via Ricasoli.